# Jean-Claude Frissung
Jean-Claude Frissung est un acteur français.

## Biographie
Il débute avec Victor Garcia, pour la création Le Cimetière des voitures de Fernando Arrabal, puis travaille durant de nombreuses années au théâtre avec la plupart des centres dramatiques nationaux.

## Théâtre
- Le Cimetière des voitures de Fernando Arrabal
- Au monde de Joël Pommerat
- 1975 : Jongleurs d'après Dario Fo, mise en scène Claude Yersin, Comédie de Caen
- 1976 : Les Estivants de Maxime Gorki, mise en scène Michel Dubois, Comédie de Caen
- 1977 : Lorenzaccio de Alfred de Musset, mise en scène Claude Yersin, Comédie de Caen
- 1980 : Le Nouveau Menoza de Jakob Michael Reinhold Lenz, mise en scène Michel Dubois, Festival d'Avignon, Comédie de Caen
- 1980 : Ella de Herbert Achternbusch, mise en scène Claude Yersin, Comédie de Caen, Festival d'Avignon
- 1986 : Amphitryon de Heinrich von Kleist, mise en scène Michel Dubois, Maison des arts et de la culture de Créteil, Comédie de Caen
- 1986 : Les Voix intérieures d'Eduardo De Filippo, mise en scène Claude Yersin, Nouveau théâtre d'Angers
- 1987 : Les Voix intérieures d'Eduardo De Filippo, mise en scène Claude Yersin, Théâtre de l'Est parisien
- 1987 : La Sentence des pourceaux d'Olivier Perrier, mise en scène Olivier Perrier, Hervé Pierre, Théâtre national de Strasbourg, Festival d'Avignon, Théâtre des Treize Vents
- 1988 : Le Triomphe de l'amour de Marivaux, mise en scène Jacques Nichet, Théâtre des Treize Vents
- 1989 : Le Triomphe de l'amour de Marivaux, mise en scène Jacques Nichet, Théâtre des Treize Vents, Théâtre de la Ville, Théâtre national de Strasbourg
- 1989 : En attendant Godot de Samuel Beckett, mise en scène Claude Yersin, Nouveau théâtre d'Angers, Théâtre national de Strasbourg
- 1991 : Le Haut-de-forme d'Eduardo De Filippo, mise en scène Jacques Nichet, Théâtre des Treize Vents, Théâtre de la Ville, tournée
- 1997 : Chambres d'amour d'Arthur Adamov, mise en scène Michel Raskine, Théâtre de la Ville
- 2001 : Si c'est un homme de Primo Levi, mise en scène Michel Dubois, Nouveau Théâtre de Besançon, Théâtre des Halles—Festival d'Avignon Off, Théâtre de Bourg-en-Bresse
- 2004 : Monsieur Armand dit Garrincha de Serge Valletti, mise en scène François Berreur, Théâtre de la Manufacture, Théâtre La Criée
- Mère Courage et ses enfants de Bertolt Brecht, mise en scène Christian Schiaretti
- 2006 : Dommage qu'elle soit une putain de John Ford, mise en scène Yves Beaunesne
- 2008 : Voyage en Sicile, 2 pièces en un acte de Luigi Pirandello, La Fleur à la bouche et Cédrats de Sicile, mise en scène Jean-Yves Lazennec, Théâtre de l'Athénée
- 2010 : La Médaille d'après Lydie Salvayre, mise en scène Zabou Breitman, Théâtre Vidy-Lausanne, Théâtre du Rond-Point
- 2016: L'Avare de Molière mis en scène par Jacques Osinski (dans le rôle de Harpagon). Représenter au Théâtre de Caen

## Filmographie

### Cinéma
- 1983 : Le Bâtard de Bertrand Van Effenterre : le père de Marie
- 1994 : La Fille de d'Artagnan de Bertrand Tavernier : le médecin
- 1995 : Frankie Starlight de Michael Lindsay-Hogg : Albert Bois
- 1998 : On a très peu d'amis de Sylvain Monod : Louis
- 2000 : Nationale 7 de Jean-Pierre Sinapi : Le directeur
- 2002 : Se souvenir des belles choses de Zabou Breitman : Stéphane
- 2004 : Cause toujours ! de Jeanne Labrune : le chauffeur de taxi
- 2005 : Le Promeneur du Champ-de-Mars de Robert Guédiguian
- 2005 : Zim and Co. de Pierre Jolivet : Le vieil ouvrier
- 2005 : Camping à la ferme de Jean-Pierre Sinapi : le prêtre
- 2013 : 11.6 de Philippe Godeau : Le père de Toni

### Télévision
- 1994 : Maigret : Maigret et l'Écluse numéro 1 d'Olivier Schatzky
- 1994 : Maigret : Cécile est morte de Denys de la Patellière
- 1995 : L'instit (Série TV), épisode 3-02, Le crime de Valentin, de Christian Faure : Gauthier
- 1996: Maigret Tend un piege